# Желтов, Михаил Сергеевич
Михаи́л Серге́евич Желто́в (род. 13 февраля 1976 года) — российский литургист, автор трудов по истории богослужения и церковного устава, священник РПЦ. Автор научных публикаций, кандидат богословия. Опубликовал научные и богословские статьи в «Большой Российской энциклопедии», в «Православной энциклопедии», в «Богословских трудах», «Журнале Московской Патриархии», других церковных и светских академических изданиях. Секретарь комиссии Межсоборного присутствия по богослужению и церковному искусству.

## Биография
Родился 13 февраля 1976 года в посёлке Кильмезь Кировской области (по паспорту город Долгопрудный Московской области). В 1983—1993 годах учился в специальной общеобразовательной школе № 1287 Москвы с углублённым изучением английского языка.
1 января 1993 года принял крещение в храме Митрофана Воронежского в Москве. Имя получил в честь преподобного Михаила Клопского. С 1993 года нёс послушания звонаря, певчего, уставщика при храмах Митрофана Воронежского и Благовещения Пресвятой Богородицы в Петровском парке, а также при других храмах Москвы.
В 1993 году поступил на физический факультет МГУ.
В 1994 году поступил на богословско-пастырский факультет Православного Свято-Тихоновского богословского института (ПСТБИ).
С 1996 года и до рукоположения в диаконы нёс послушание алтарника в московском храме великомученика Георгия Победоносца в Старых Лучниках.
С 1997 года — ассистент, с 1998 года — преподаватель на кафедре литургики ПСТБИ.
В 1999 году окончил оба вуза (физфак МГУ — по кафедре компьютерных методов физики; богословский факультет ПСТБИ — по кафедре литургики).
С 1998 года — старший преподаватель кафедры литургики ПСТБИ, с 2000 года — заместитель заведующего кафедрой.
С 2000 года — заведующий редакцией богослужения и литургики Церковно-научного центра «Православная энциклопедия» в должности ведущего редактора.
В 2002—2003 годах читал курс литургики студентам философско-богословского факультета Российского православного университета святого апостола Иоанна Богослова.
С 2004 года — заведующий кафедрой литургического богословия ПСТГУ.
В 2004—2005 годах читал спецкурс «Византийская литургия и искусство» студентам исторического факультета Московского государственного университета.
18 февраля 2005 года рукоположён во диаконы, по благословению патриарха Алексия II, епископом Люберецким Вениамином в Патриаршем кафедральном соборе Богоявления в Елохове. По окончании богослужебной практики указом Патриарха назначен сверхштатным диаконом храма великомученика Георгия Победоносца в Старых Лучниках.
В 2006 году читал курс литургики студентам 2-го курса Московской духовной академии (МДА). Неоднократно принимал участие в научных конференциях как российских и украинских, так и западноевропейских, а также участвовал в организации нескольких конференций.
В 2006—2007 годах по благословению патриарха Алексия II и по поручению митрополита Минского и Слуцкого Филарета включён в оргкомитет V Международной богословской конференции «Православное учение о церковных таинствах».
В 2006 году получил степень кандидата богословия. В 2006 году после присвоения степени кандидата богословия удостоен звания доцента.
С 2007 года — доцент кафедры церковно-практических дисциплин МДА. Преподает литургику, спецкурсы «Литургическое предание Ветхозаветного Израиля» и «Гимнографическое наследие отцов Церкви».
14 октября 2008 года рукоположён во иерея, после чего служил в храме великомученика Георгия Победоносца в Старых Лучниках.
С 2009 года — заведующий кафедрой церковно-практических наук общецерковной аспирантуры и докторантуры имени святых равноапостольных Кирилла и Мефодия.
В 2009 году включён в состав Синодальной библейско-богословской комиссии и Межсоборного присутствия Русской православной церкви.
В 2014 году включён в состав Синодальной богослужебной комиссии Русской православной церкви.
8 марта 2015 года переведён в штат храма Владимирской иконы Божией Матери в Куркине города Москвы.
14 июня 2018 года освобожден от послушания клирика Владимирского храма в Куркине и назначен исполняющим обязанности настоятеля храма Рождества Христова в Митине г. Москвы. 27 декабря 2021 года указом Патриарха Кирилла утверждён настоятелем храма Рождества Христова в Митине.

## Публикации
- Паремии Рождества Христова // Ежегодная Богословская конференция ПСТБИ: Материалы 1999 г. М., 1999. — С. 71-92.
- Чин освящения храма и положения святых мощей в византийских Евхологиях XI века // Реликвии в искусстве и культуре восточно-христианского мира. М., 2000. — С. 111—126.
- Рукописи РНБ. Соф. 1056 и 526 как источники по истории формирования русского Чиновника архиерейского священнослужения // История Церкви в научных традициях XX века: Материалы научно-церковной конференции, посвященной 100-летию со дня кончины В. В. Болотова. СПб., 2000. — С. 70-71.
- Особенности анафор египетских литургий // Древний Египет и Христианство: Материалы научной конференции. М., 2000. — С. 46.
- У истоков Иерусалимского устава. Часть 1: Завещание прп. Саввы // Богословский сборник. М., 2001. № 7. — С. 184—192.
- Богослужение египетского монашества // История египетских монахов. М., 2001. — С. 107—116.
- Русский архиерейский формуляр литургии и его соотношение с иерейским // Ежегодная богословская конференция ПСТБИ: Материалы 2000 г. М., 2001. — С. 117—122.
- Православное чинопоследование освящения храма в истории // Ежегодная богословская конференция ПСТБИ: Материалы 2001 г. М., 2001. — С. 88-97.
- Обзор истории православного чинопоследования освящения храма // Московские епархиальные ведомости. М., 2001. — № 11-12. — С. 70-76.
- Греческая литургия IV века в папирусе Barcelon. Papyr. 154b-157b // Богословский сборник. М., 2002. — № 9. — С. 240—256.
- Древние анафоры Александрийской Церкви // Культурное наследие Египта и христианский Восток: Материалы международных научных конференций. М., 2002. — С. 123—128.
- Архиерейский чин Божественной литургии: история, особенности, соотношение с ординарным («иерейским») чином // Богословский сборник. М., 2003. — № 11. — С. 207—240.
- Древние александрийские анафоры // Богословские труды. М., 2003. Сб. 38. — С. 269—320.
- Литургические данные, содержащиеся в «Деянии о подати» (Praxis de tributo) святителя Николая Чудотворца (к вопросу о возможной датировке) // «Правило веры и образ кротости…»: Образ свт. Николая, архиепископа Мирликийского, в византийской и славянской агиографии, гимнографии и иконографии. М., 2004. — С. 111—124.
- Римский Папа — автор византийской литургии? К вопросу об авторстве литургии Преждеосвященных Даров // Византия и Запад (950-летие схизмы христианской Церкви, 800-летие захвата Константинополя крестоносцами): Тезисы докладов XVII Всероссийской научной сессии византинистов. М., 2004. — С. 61-63.
- Введение к книге: Успенский Н. Д. Труды по литургике. Том 1: Православная вечерня. Чин всенощного бдения. М., 2004. — С. XXIII-XLVI.
- Брак и Евхаристия: История православного чина венчания // Журнал Московской Патриархии. М., 2004. Вып. 11. — С. 44-53.
- Пещерные храмы Таврики: К проблеме типологии и хронологии // Российская Археология. М., 2005. № 1. — С. 72-80. (в соавторстве с А. Ю. Виноградовым, Н. Е. Гайдуковым)
- Малоазийское богослужение начала VII в. по данным Жития прп. Феодора Сикеота// Житие преподобного Отца нашего Феодора, архимандрита Сикеонского, написанное Георгием, учеником его и игуменом той же обители/ Перевод с греч., предисл. и комм. Д. Е. Афиногенова. М., 2005. — С. 173—183.
- Две византийские молитвы на перенесение св. мощей // Богословские труды. М., 2005. — Сб. 40. — С. 122—127.
- Бернацкий М. М., Желтов Михаил, диак. Вопросоответы митрополита Илии Критского: Свидетельство об особенностях совершения Божественной литургии в нач. XII в.// Вестник ПСТГУ I: Богословие и философия [Труды кафедры Литургического богословия]. М., 2005. — Вып. 14. C. 23-53.
- Чины рукоположений по древнейшему славянскому списку: Рукопись РНБ. Соф. 1056, XIV в.// Вестник ПСТГУ I: Богословие и философия [Труды кафедры Литургического богословия]. М., 2005. — Вып. 14. — С. 147—157.
- Чин венчания и таинство Евхаристии: Взаимоотношение последований// Ежегодная богословская конференция ПСТБИ: Материалы 2004 г. М., 2005. — С. 156—165.
- Церковное благословение повторных браков // Журнал Московской Патриархии. М., 2005. — Вып. 8. — С. 72-79.
- Две византийские молитвы на перенесение святых мощей // Богословские труды. М., 2005. — № 40. — C. 122—127.
- Анафора ап. Фомы из Евхология Белого монастыря // ΚΑΝΙΣΚΙΟΝ: Юбилейный сборник в честь 60-летия проф. И. С. Чичурова. М., 2006. — С. 304—317.
- Новый источник по истории русского богослужения: Кавычный экземпляр «Чиновника архиерейского служения» 1677 г.// Вестник церковной истории. М., 2006. — № 2. — С. 235—239.
- Престолы пещерных храмов Юго-Западного Крыма // Причерноморье, Крым, Русь в истории и культуре: Материалы III Судакской международной научной конференции. Киев; Судак, 2006. Т. 2. — С. 76-85. (в соавторстве с Н. Е. Гайдуковым)
- Реликвии в византийских чинопоследованиях // Реликвии в Византии и Древней Руси: Письменные источники / Ред.-сост. А. М. Лидов. М., 2006. — С. 67-108.
- Чин Тайной вечери в представлениях современных литургистов // Ежегодная богословская конференция ПСТГУ: Материалы 2005 г. М., 2006. — Т. 1. — С. 66-74.
- Byzantine Ecclesiastical Marriage: A history of the rite // Proceedings of the 21st International Congress of Byzantine Studies / Ed. by F. K. Haarer and E. Jeffreys. Aldershot, 2006. Vol. 3: Abstracts of communications. — P. 238—240.
- Предисловие к книге: Успенский Н. Д. Труды по литургике. Том 2: Византийская литургия. Анафора. М., 2006. — С. V-L.
- Комментарии к книге: Освящение храма. Сборник / Издательство Московской Патриархии. М., 2006. — С. 343—413.
- Каноны Божией Матери в ежедневном молитвенном правиле православного христианина // Богородичник: Каноны Божией Матери на каждый день. М., 2006. — С. 501—510.
- Донесение юрьевского воеводы князя И. А. Хилкова об устройстве православного собора в честь Покрова Пресвятой Богородицы в Юрьеве (Дерпте) // Вестник церковной истории. М., 2007. — № 1 (5). — С. 249—255. (в соавторстве с Б. Н. Флорей)
- Чин Божественной литургии в древнейших (XI—XIV вв.) славянских Служебниках// Богословские труды. М., 2007. — Сб. 41. — С. 272—359.
- Описания Небесной литургии в евхаристических молитвах древней Церкви// Эсхатологическое учение Церкви: Материалы. М., 2007. — С. 388—403.
- Вступление в брак: библейское осмысление и церковное чинопоследование// Таинства Церкви: Материалы подготовительных семинаров Международной богословской конференции Русской Православной Церкви «Православное учение о церковных Таинствах». М., 2007. — С. 198—206.
- The Anaphora and Thanksgiving Prayer from the Barcelona Papyrus: An Underestimated Testimony to the History of the Anaphora in the Fourth Century// Vigiliae Christianae. Leiden, 2008. Vol. 62. — P. 467—504.
- Молитвы во время причащения священнослужителей в древнерусских Служебниках XIII—XIV в.// Древняя Русь: вопросы медиевистики. М., 2009. — № 35. — P. 75-92.
- Unity of Nature of Mankind: Theological Aspects and Scientific Insights // Faith and Philosophy. Charlottesville [VA], 2009. Vol. 26: 5 [= Science and Human Nature — Russian and Western Perspectives.]. P. 571—575.
- Историко-литургические аспекты сакраментологии // Православное учение о церковных Таинствах: Материалы V Международной богословской конференции РПЦ (Москва, 13-16 ноября 2007 г.) / Свящ. М. Желтов, ред. М., 2009. — Т. 1. — С. 124—133.
- Обзор истории чинов благословения брака в православной традиции// Православное учение о церковных таинствах: Материалы V Международной богословской конференции РПЦ (Москва, 13-16 ноября 2007 г.) / Свящ. М. Желтов, ред. М., 2009. — Т. 3. — С. 109—126.
- Состав чинов обручения и венчания в древнейших славянских рукописях // Древняя Русь: вопросы медиевистики. М., 2009. — № 37. — С. 41-42.
- The Sanctus and the First Epiclesis in the Anaphoras of the Egyptian Type // Studia Patristica. Leiden, 2010. Vol. XLV. P. 105—113.
- A Slavonic Translation of the Eucharistic Diataxis of Philotheos Kokkinos from a Lost Manuscript (Athos Agiou Pavlou 149) // TOXOTHC: Studi per Stefano Parenti / D. Galadza, N. Glibetić, G. Radle, eds. Grottaferrata, 2010. (Analekta Kryptoferres; 9). — P. 345—359.
- Святитель Николай Мирликийский в византийской гимнографии// Добрый кормчий. Почитание святителя Николая в христианском мире/ А. В. Бугаевский, сост. и общ. ред. М., 2010. — С. 208—221.
- Чины обручения и венчания в древнейших славянских рукописях // Palaeobulgarica. София, 2010. — № 1. — С. 25-43.
- The Moment of Eucharistic Consecration in Byzantine Thought // Issues in Eucharistic Praying / Maxwell E. Johnson, ed. Collegeville (MN), 2010. — P. 263—306.
- Последование заупокойной панихиды в древнерусских Служебниках XIV в.// Смъртта и погребението в юдео-християнската литература. София, 2011. (= Studia mediaevalia Slavica et Byzantina. Т. 1). — С. 220—231.
- The Rite of the Eucharistic Liturgy in the Oldest Russian Leitourgika (13-14 cc.) // Journal of Eastern Christian Studies. Leuven, 2012. — Vol. 12. — P. 293—309.
- Чины вечерни и утрени в древнерусских Служебниках студийской эпохи // Богословские труды. М., 2012. — Вып. 43-44. — С. 443—470.
- Предисловие // Борнер Р. Византийские толкования VII—XV веков на Божественную литургию / Пер. А. Гояль под ред. свящ. М. Желтова. М., 2013.
- Греческие рукописи Божественной Литургии апостола Марка // Сретенский сборник. Научные труды преподавателей СДС. — М., 2013. — Вып. 4. — С. 123—150.
- The Byzantine Manuscripts of the Liturgy of Mark in the Sinai New Finds // ΣΥΝΑΞΙΣ ΚΑΘΟΛΙΚΗ: Beiträge… für Heinzgerd Brakmann zum 70. Geburtstag. Wien, 2014. — S. 801—808.
- Литургическая традиция запада Византии в древнейших русских Служебниках // Кирилометодиевската традиција и македонско-руските духовни и културни врски": Зборник на трудови од Меѓународниот научен собир / И. Велев и др., ред. Скопье, 2014. — С. 249—254.
- Сирийский (или палестинский?) чин Крещения в греческой рукописи Sinait. NE МГ 93 // Вестник церковной истории. М., 2014. — Вып. 1-2 (33-34). — С. 116—126.
- «Завещание» митрополита Константина I Киевского и канон «на исход души» // Словҍне — Slověne: International Journal of Slavic Studies. М., 2014. — № 3:1. — С. 43-71. (в соавторстве с А. Ю. Виноградовым)
- Неизданные каноны праздника Благовещения Пресвятой Богородицы, I: канон авторства гимнографа Германа // Сретенский сборник. М., 2014. Вып. 5. — С. 3-41.
- Каноны Благовещения Пресвятой Богородицы, часть I: неизданный канон авторства гимнографа Германа // Сретенский сборник. Научные труды преподавателей СДС. 2014. — № 5. — С. 101—139.
- Чин архиерейской литургии в Русской Церкви в середине XVI века: свидетельство великих миней-четьих свт. Макария, митрополита Московского // Сретенский сборник. Научные труды преподавателей СДС. 2015. — № 6. — С. 141—178.
- «Апокрифическая» надпись с Мангупа и обряды «изобличения вора»: магия и право между Античностью и Средневековьем // Slověne. 2015. Т. 4. — № 1. — С. 52-93. (в соавторстве с А. Ю. Виноградовым)
- Православное богослужение великого четверга: происхождение и особенности // Церковь и время. 2016. — № 3 (76). — С. 169—192.
- Каноны Благовещения Пресвятой Богородицы, часть II: неизданный канон из рукописи paris, gr. 341 // Сретенский сборник. Научные труды преподавателей СДС. 2017. — № 7-8. — С. 315—328.
- Конфликт аскетических практик на Руси в середине XII в // Древняя Русь. Вопросы медиевистики. 2017. — № 3 (69). — С. 26-27. (в соавторе с А. Ю. Виноградовым)
- Историко-канонические основания единства Русской Церкви // Церковь и время. 2018. — № 3 (84). — С. 29-95.
- «Откровение святого Григория Богослова о литургии»: исследования, текст и его славянские переводы // Вестник Православного Свято-Тихоновского гуманитарного университета. Серия 3: Филология. 2018. — № 54. — С. 9-26.
- Стихиры воскресного октоиха в древнем Тропологии // Христианское чтение. 2018. — № 3. — С. 94-111. (в соавторстве с Булаев Д. В.)
- Малоизвестный византийский комментарий XI (?) в. на Божественную литургию // Византийский временник. 2018. — № 102. — С. 352—360.
- «Первая ересь на Руси»: русские споры 1160-х годов об отмене поста в праздничные дни // Древняя Русь. Вопросы медиевистики. 2018. — № 3 (73). — С. 118—139. (в соавторе с А. Ю. Виноградовым)
- Церковная политика Константинопольской патриархии при Мануиле I Комнине и кризис русской митрополии в 1156—1169 гг // Электронный научно-образовательный журнал «История». 2019. — № 9 (83). (в соавторе с А. Ю. Виноградовым)
- Жизнь и смерть Феодорца Владимирского: право или расправа? // Электронный научно-образовательный журнал «История». 2019. Т. 10. — № 10 (84). (в соавторе с А. Ю. Виноградовым)

- Богослужение Русской Церкви X—XX вв.;
- Аароново благословение;
- Агапа;
- Агиасма;
- Агнец, в православном богослужении;
- Адам;
- Аквилейский обряд;
- Акила и Прискилла;
- Аксиос;
- Accessus ad altare;
- Алавастр;
- Александрийское богослужение;
- Аллилуиарий; Аллилуия;
- Алмазов А. И.;
- Алфавитные стихиры;
- Альба;
- Альфа и Омега;
- Амвон;
- Амикт;
- Аминь;
- Анамнесис;
- Анафора;
- Анна, дочь Фануила;
- Антиминс;
- Антиохийское богослужение;
- Антифон;
- Апостол (книга);
- Апостолы;
- «Апостольские постановления»;
- Армянский обряд;
- Артос;
- Архидиакон;
- Архиерейское богослужение;
- Архимандрит;
- Афон;
- Балдахин;
- Барберини Евхологий;
- Барселонский папирус;
- Белого монастыря Евхологий;
- Библейские песни;
- Благовещение Пресвятой Богородицы;
- Благодарственные молитвы после Причащения;
- Брак;
- Варлаама Хутынского Служебник;
- Velatio;
- Великая пятница;
- Великая суббота;
- Великие понедельник, вторник, среда;
- Великий пост;
- Великий четверг;
- Великое славословие;
- Венчание брака;
- Вечерня;
- Вечеря;
- Вима;
- Водоосвящение;
- Воздвижение Креста Господня;
- Возду́х;
- Воскомастих;
- Воскресенье;
- Вседневные антифоны;
- Всенощное бдение;
- Встреча архиерея;
- Второбрачие;
- Вход;
- Вход Господень в Иерусалим;
- Входные молитвы;
- Входный стих;
- Георгия Мтацминдели Типикон;
- Гимнография;
- Главопреклонная молитва;
- Григорий, еп. Акрагантийский;
- Григорий Двоеслов;
- Григорий Богослов;
- Григорий Декаполит: Гимнография;
- Григорий Палама;
- прп. Григорий Синаит;
- «Да исполнятся уста наша»;
- Дейр-Балайзы папирус;
- Диакон;
- Диаконикон;
- Диаконисса;
- Диалоги литургические;
- Дикирий; Догматик;
- Духов день;
- Евергетидский Типикон;
- Евхаристия;
- Евхологий;
- Ектения;
- Епископ;
- Жертва;
- Залог;
- Иеромнимон;
- Интронизация;
- Institutio;
- Канон;
- Карабинов И. А.;
- Катавасия;
- Кирилл Иерусалимский.

- Агиасма;
- Агнец;
- Акафист;
- Аллилуиарий;
- Аллилуия;
- Богослужение;
- Великий пост;
- Вечерня;
- Воздвижение Креста Господня;
- Вознесение Господне;
- Всенощное бдение;
- Вход;
- Евхаристия;
- Ектения;
- Пасха.

- Праздник Положения Пояса Пресвятой Богородицы // Патриархия.ru, 12.09.2005.
- Неделя первая Великого поста, Торжества Православия: История праздника // Патриархия.ru, 11.03.2006.
- Устав соединения служб Благовещения Пресвятой Богородицы и Великой субботы: Историческая справка // Патриархия.ru, 06.04.2007.
- Чин интронизации Патриарха Московского и всея Руси: история и современность. Часть 1. Интронизация епископов и Патриархов в древней Церкви и в Византии // Богослов.ru, 25.01.2009.
- Чин интронизации Патриарха Московского и всея Руси: история и современность. Часть 2. Интронизация митрополитов и Патриархов всея Руси // Богослов.ru, 29.01.2009.
- Общая композиция служб Страстной седмицы // Богослов.ru, 15.04.2009.
- Божественная литургия Великого четвертка и особые чинопоследования этого дня: освящение мира, омовение св. престола, общее маслоосвящение, умовение ног // Богослов.ru, 15.04.2009.
- Состав службы 12 Евангелий (утрени Великой пятницы) // Богослов.ru, 16.04.2009.
- Каноны Великой субботы // Богослов.ru, 17.04.2009.
- Пасхальное бдение: Содержание чинов вечерни и литургии Великой субботы и Светлой заутрени // Богослов.ru, 23.04.2009.
- Пятидесятница — ключевое событие в истории человечества // Татьянин день, 22.05.2010.
- Обзор истории православной литургической науки до конца XX века // Богослов.ru, 17.08.2011.
- Греческие песнопения праздника Рождества Христова // Богослов.ru, 07.01.2012.
- Происхождение Последования ко Святому Причащению // Православие.ru, 15.09.2013.
- Происхождение и содержание чина великого освящения воды на праздник Богоявления // Православие.ru, 18.01.2015.
- О празднике Обновления храма // Православие.ru, 25 сентября 2020

- Виноградов А. Ю., Желтов М. С. Рецензия на книгу: Roca-Puig R. Anаfora de Barcelona i altres pregаries: Missa del segle IV. Barcelona, 1994 // Христианский Восток. — СПб., 2002 [М., 2006]. — Т. 4. — С. 565—586.
- Желтов М. С. Рецензия на книгу: Taft R. F. (A History of the Liturgy of St. John Chrysostom. Vol. 5:) The Precommunion Rites. R., 2000. (серия Orientalia Christiana Analecta; 261) // Византийский временник. М., 2002. С. 218—223.
- Желтов Михаил, диак. Рецензия на книгу: Дмитриевский А. А. Исправление книг при патриархе Никоне и последующих патриархах/ подг. текста и публ. А. Г. Кравецкого. М., 2004 // Вест. ПСТГУ I: Богословие и философия [Тр. каф. литургич. богословия]. М., 2005. Вып. 14. С. 191—195.
- Желтов Михаил, диак. Рецензия на книгу: Daley B. E. Gregory of Nazianzus. L.; N. Y.: Routledge, 2006. (The EarlyChurch Fathers; s. n.) // Вестник ПСТГУ I: Богословие и философия [Труды кафедры Литургического богословия]. М., 2007. Вып. 18. С. 162—165.

## Награды
- Патриаршая грамота за труды в «Православной энциклопедии» (2000);
- Орден преподобного Сергия Радонежского III степени (2006);
- Медаль преподобной Евфросинии Полоцкой (2007);
- Медаль Белорусской православной церкви преподобной Евфросинии Полоцкой за активное участие в работе Синодальной Богословской комиссии (2008).